# Sandbach
Sandbach é um centro comercial e paróquia civil do borough de Congleton, no condado de Cheshire, na Inglaterra. O borough possui mais três povoações além de Sandbach: Elworth, Ettiley Heath e Wheelock.